# Poljana (żupania zagrzebska)
Poljana – wieś w Chorwacji, w żupanii zagrzebskiej, w mieście Vrbovec. W 2011 roku liczyła 423 mieszkańców.